# Aleksandr Sjejn
Aleksandr Sjejn (russisk: Александр Самуилович Шейн) (født 9. februar 1933 i Moskva i Sovjetunionen, død 24. februar 2015 i Moskva i Rusland) var en sovjetisk filminstruktør, manuskriptforfatter og skuespiller.

## Filmografi
- Semejnoje stjastje (Семейное счастье, 1969)[1][2]